# الدوري الأمريكي لكرة السلة للمحترفين 1971–72
الدوري الأمريكي لكرة السلة للمحترفين 1971–72 (بالإنجليزية: 1971–72 NBA season)‏ هو موسم من الرابطة الوطنية لكرة السلة. أقيم خلال الفترة 12 أكتوبر 1971 وحتى 7 مايو 1972، وأشرف على تنظيمه الرابطة الوطنية لكرة السلة، وفاز فيه لوس أنجلوس ليكرز.